# Daniel Martin (militar)
Daniel Alberto Enrique Martin (Quilmes, 27 de septiembre de 1955) es un militar argentino veterano de guerra de Malvinas (VGM) en situación de retiro con el grado de almirante. Fue el jefe del Estado Mayor General de la Armada (JEMGA) desde su designación el 15 de octubre de 2012 hasta su relevo el 3 de julio de 2013.

## Familia
Está casado con la señora Alicia Elsa Bonet Frigerio. El matrimonio tuvo un hijo, Lucas Eugenio, y una hija, Elena Virginia.

## Carrera
Habiendo finalizado sus estudios secundarios en el Liceo Naval Militar Almirante Brown, Martín ingresó a la Escuela Naval Militar en 1972. Egresó como guardiamarina de la Fuerza de Submarinos el 30 de diciembre de 1975.

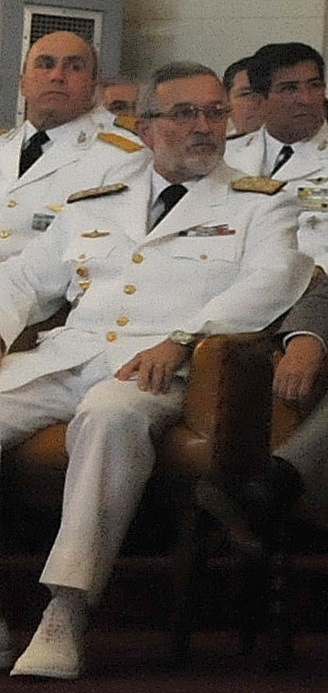
Durante una ceremonia de egreso de nuevos oficiales en 2012.

Realizó estudios en la Escuela de Submarinos y la Escuela de Oficiales de la Armada. Allí se especializó en Submarinos y Armas Submarinas, respectivamente. Con posterioridad se capacitó como Analista Operativo en el Servicio de Análisis Operativos.
Fue destinado a prestar servicios en la Flota de Mar, en el crucero ARA General Belgrano (C-4), en la lancha rápida ARA Indómita (P-86) en Ushuaia. En la Fuerza de Submarinos sirvió en los submarinos ARA San Luis (S-32), ARA Santa Fe (S-21) y ARA Santa Cruz (S-41). Revistó el Servicio de Análisis Operativos, Armas y Guerra Electrónica y el Comando de la Fuerza de Submarinos.
Durante la guerra de las Malvinas fue parte de la tripulación del submarino ARA Santa Fe, que participó de la Operación Rosario y del reabastecimiento de las islas Georgias del Sur; lugar donde el submarino fuera hundido por la propia tripulación.
Realizó el curso de Comando y Estado Mayor Naval en la Escuela de Guerra Naval, perfeccionándose posteriormente en el Colegio Interfuerzas de Defensa, en París.
Cuando ostentó la jerarquía de capitán de corbeta fue comandante del transporte ARA Cabo de Hornos y siendo capitán de fragata del submarino ARA Santa Cruz. En el año 2007 se le otorgó el mando del Comando de la Fuerza de Submarinos, para ese entonces Daniel Martín era capitán de navío.
Se desenvolvió en el área educativa de la Armada ya que fue profesor y secretario académico de la Escuela de Guerra Naval y luego subdirector de la Dirección de Educación Naval.
En su foja se pueden encontrar varios estudios de perfeccionamiento. Hizo el curso Internacional de Submarinos Diesel, dictado por la Armada de los Estados Unidos y el de Derecho Internacional de los Conflictos Armados en el Colegio de las Fuerzas Armadas de Canadá. También cursó la Maestría en Estudios Estratégicos en el Instituto Universitario Naval.
Entre los años 2005 y 2006 fue destinado a la Embajada Argentina en la República de Sudáfrica donde cumplió funciones como Agregado de Defensa, Naval, Militar y Aeronáutico.
Siendo Contralmirante estuvo a cargo de la Comandancia del Área Naval Austral y de la Jefatura de la Base Naval Integrada Almirante Berisso, situada en Ushuaia, desde 2008 a 2010.
Siendo vicealmirante fue comandante de Adiestramiento y Alistamiento de la Armada (ex Comando de Operaciones Navales), en el año 2011.
El 16 de febrero de 2012 asumió el cargo subjefe del Estado Mayor General de la Armada.

### Titular de la Armada
En medio de un escándalo por la retención en Ghana de la ARA Libertad, varada en la ciudad de Tema, a raíz del embargo del fondo buitre NML Capital, el almirante Carlos Paz presentó su renuncia el 15 de octubre de 2012 luego de que el Ministerio de Defensa pasara a disponibilidad a dos altos oficiales navales, a los que intentaron responsabilizar por la decisión de haber hecho escala en el puerto africano, a pesar de que esas decisiones habían sido adoptadas por el Ministerio de Relaciones Exteriores, algo que confirmó el también extitular de la Armada, almirante (R) Jorge Omar Godoy.
El miércoles 9 de enero de 2013, Daniel Alberto Enrique Martin fue promovido a la jerarquía de Almirante, el máximo rango del escalafón militar de la Armada Argentina. Con su ascenso, se convirtió en el primer oficial de una fuerza naval perteneciente a la Fuerza de Submarinos en toda la región en acceder a la jerarquía más alta del escalafón naval y comandar la fuerza.
A finales de junio de 2013, con la llegada de Agustín Rossi al Ministerio de Defensa, la cúpula de las Fuerzas Armadas fue renovada; Martin dejó su cargo, y fue reemplazado el 3 julio por el contraalmirante Gastón Fernando Erice.

## Distintivos y condecoraciones
- Distintivo Cuerpo de Comando - Escalafón Submarinos (Escuela Naval Militar)
- Curso de Comando y Estado Mayor (Escuela de Guerra Naval)
- Curso en el Colegio Interfuerzas de Defensa (Francia). Escuela Especial Militar de Saint-Cyr
- Medalla a los Combatientes (1994)
- Distintivo «Operaciones en Malvinas».[2]